# Kostel svatého Kleofáše (Al-Kubajba)
Kostel sv. Kleofáše (zv. také kostel Lámání chleba, kostel Manifestace Páně) v Al-Kubajbě je podle tradice jednou z možných lokalizací biblických Emauz, kde se Ježíš dal poznat po svém zmrtvýchvstání dvěma učedníkům, a to v domě jednoho z nich, Kleofáše (srv. Lk 24,13-25). Náleží františkánské Kustodii Sv. země.

## Historie
V byzanstském období postavili v Kubajbě baziliku nad starověkým domem, o němž byli přesvědčeni, že jde o dům učedníka Kleofáše. Na jejích zbytcích vystavěli křižáci ve 12. století velkou trojlodní baziliku. Její zbytky zakoupila roku 1861 markýza Pauline de Nicolay (1811-1868), která je věnovala františkánům. Ti zde nejprve provedli vykopávky (1873-1889) a v letech 1900-1901 podle projektu německého architekta W. Hinterkeusera vybudovali novorománský chrám, do nějž byly začleněny zbytky domu z římského období i křižáckého chrámu. V roce 1906 pak přistavěli františkánský klášter a seminář, roku 1911 zvonici s hodinami. Od roku 1919 je kostel papežskou bazilikou minor.